# بایبک
بایبک (به لاتین: Baybek) یک منطقهٔ مسکونی در روسیه است که در استان آستراخان واقع شده‌است.